# Napavine (Washington)
Napavine je grad u američkoj saveznoj državi Washington. Prema popisu stanovništva iz 2010. u njemu je živjelo 1.766 stanovnika.